# Enoplotarsus
Enoplotarsus is een geslacht van kevers uit de familie bladsprietkevers (Scarabaeidae). Het geslacht werd voor het eerst wetenschappelijk beschreven in 1859 door Lucas.

## Soorten
- Enoplotarsus deserticola (Lucas, 1857)